# Cheyssieu
Cheyssieu é uma comuna francesa na região administrativa de Auvérnia-Ródano-Alpes, no departamento de Isère. Estende-se por uma área de 8,55 km². Em 2010 a comuna tinha 1 040 habitantes (densidade: 121,6 hab./km²).